# Phare de Skudenes
Le phare de Skudenes (en norvégien : Skudenes fyr)  est un feu côtier situé au sud de la commune de Karmøy, dans le Comté de Rogaland (Norvège). Il est géré par l'administration côtière norvégienne (en norvégien : Kystverket).
Le phare ancien est classé patrimoine culturel par le Riksantikvaren depuis 1999 .

## Histoire
Le premier phare a été établi en 1799 à l'entrée du fjord de Skudenesfjorden menant à la ville de Skudeneshavn. C'était une maison en bois avec une lanterne sur le pignon. Il a été désactivé en 1924 à l'ouverture du phare de Geitungen. Les anciens bâtiments ont été préservés et un petit phare a été construit à proximité.

## Description
Le phare actuel  est une petite tour pyramidale avec une lanterne de 4 mètres de haut. Le phare est blanc et la lanterne est rouge. Son feu à occultations émet, à une hauteur focale de 22 mètres, trois éclats (blanc, rouge et vert selon différents secteurs) toutes les 10 secondes. Sa portée nominale est de 5,9 milles nautiques (environ 11 km) pour le feu blanc, 4,2  pour le feu rouge et 3,9 pour le feu vert.
Identifiant : ARLHS : NOR-212 ; NF-1254 - Amirauté : B3502 - NGA : 2700 .
|                      |
| Le phare (1890-1900) |

|                 |
| Le phare (plan) |

### Lien connexe
- Liste des phares de Norvège